# Pterotmetus
Genre
Pterotmetus est un genre d'insectes du sous-ordre des hétéroptères (punaises), de la famille des Lygaeoidea, sous-famille des Rhyparochrominae et de la tribu des Gonianotini.

## Systématique
Le genre Pterotmetus a été décrit par les entomologistes français Charles Jean-Baptiste Amyot et Jean Guillaume Audinet-Serville en 1843.

### Synonymie
- Pseudocnemodus Barber , 1911 [1]

### Taxinomie
Liste des espèces
- Pterotmetus dimidiatus Fieber, 1861
- Pterotmetus parnassius Horváth, 1882
- Pterotmetus staphyliniformis (Schilling, 1829)